# Ludens
Ludens är ett släkte av fjärilar. Ludens ingår i familjen tjockhuvuden.
Kladogram enligt Catalogue of Life:
| Ludens | \| \| Ludens ludens \| \| \| \| \| \| Ludens petrovna \| \| \| \| \| \| Ludens silvaticus \| \| \| \| |
|        | \| \| Ludens ludens \| \| \| \| \| \| Ludens petrovna \| \| \| \| \| \| Ludens silvaticus \| \| \| \| |
|        | Ludens ludens                                                                                         |
|        | |
|        | Ludens petrovna                                                                                       |
|        | |
|        | Ludens silvaticus                                                                                     |
|        | |